# Relations entre la France et la Tunisie
Les relations entre la France et la Tunisie désignent les relations diplomatiques s'exerçant entre la République française d'une part et la République tunisienne de l'autre. La France dispose d'une ambassade à Tunis et la Tunisie dispose d'une ambassade à Paris.

## Historique

### Avant la colonisation

#### Moyen-Âge
L'éphémère royaume d'Afrique (1135-1160) est surtout le fait de Roger II de Sicile, dirigeant du royaume de Sicile (1130-1816), de baronnage italo-normand.
Lors de la huitième croisade (1270), menée pour protéger les États latins d'Orient, le roi de France Louis IX (1214-1270), plus connu sous le nom de saint Louis, meurt à Tunis.
Vers 1500, la côte des Barbaresques désigne, pour les Européens, les côtes (principalement) méditerranéennes de l'Afrique du Nord, qu'elles soient sous domination ottomane ou pas. Les Barbaresques désignent les pirates et corsaires musulmans maghrébins et ottomans opérant depuis l'Afrique du Nord, basés principalement dans les ports d'Alger, de Tunis, de Tripoli et de Salé, et se livrant entre autres à la traite des êtres humains (traite des esclaves de Barbarie).
La régence de Tunis (1574-1705) est aussi l'époque des Échelles de Barbarie, comptoirs commerciaux européens en terre d'islam (Afrique du Nord), dont le cap Negro, Tunis, le Bastion de France et La Calle sont les principales en Tunisie, qui sont globalement reconduits sous le beylicat de Tunis (1705-1881).
La côte des Barbaresques (ici, essentiellement Tunis et Tripoli) vit en partie du commerce, particulièrement des esclaves. Les puissances européennes s'attachent (entre autres) à racheter les captifs européens et/ou chrétiens. Ainsi, Louis de La Motte Dariès (?-1585) est consul de Marseille (et le premier consul de France, avec lettres patentes de Henri III) à « Tunis, La Goulette et Tripoli de Barbarie » de 1577 à 1581, pour gérer à son niveau les conflits éventuels des populations se réclamant de la France.

#### XIXesiècle
Les guerres barbaresques (1801-1815) sont menées par les États-Unis, la Suède et le royaume des Deux-Siciles, qui refusent de payer un tribut aux diverses régences (Alger, Tunis et Tripoli).
En 1824, la France et le Royaume-Uni interdisent la guerre de course et privent ainsi le bey de Tunis d'importantes ressources financières. La Tunisie subit la concurrence étrangère.
En 1853, la Tunisie se trouve encerclée, à l'Est, par l'Empire ottoman, qui vient de prendre Tripoli, et à l'Ouest, par la France qui conquiert l'Algérie. Ahmed Ier Bey cherche à s'émanciper des Ottomans et, pour ce faire, il s'appuie sur la France. Il adopte des réformes libérales en abolissant l'esclavage, en permettant l'ouverture d'écoles chrétiennes et en modernisant son armée. La France devient alors le créancier de la Tunisie.
En 1869, déstabilisée par des révoltes et ruinée par des dépenses excessives, la Tunisie doit accepter la tutelle d'une commission financière franco-britannique présidée par un Français. La Tunisie est alors sujette aux influences de la France, du Royaume-Uni, mais aussi de l'Italie. En 1880, de peur d'être devancé par les Italiens, Jules Ferry déclenche l'invasion de la Tunisie, qui prend fin en 1881 par le traité du Bardo.

### Protectorat français

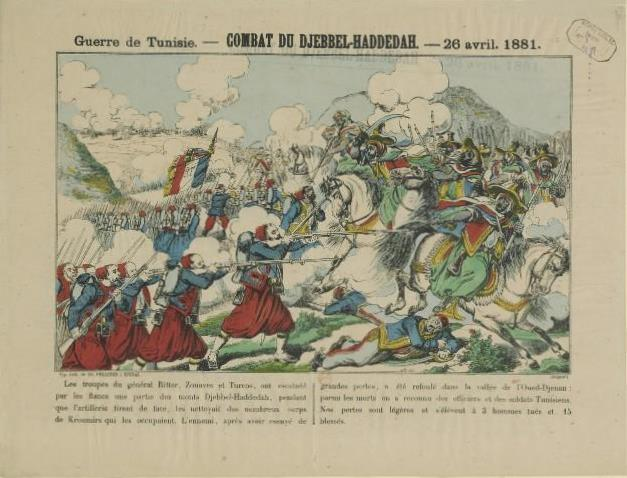
Bataille de Djebel Haddeda (près de Sejnane) lors de la conquête française de la Tunisie.

La France conquiert la Tunisie en 1881 et y établit un protectorat (1881-1956). Le bey garde la souveraineté interne et son intégrité territoriale, mais il cède à la France ses prérogatives en matière de défense et de diplomatie.

### Indépendance
En 1956, la Tunisie acquiert son indépendance vis-à-vis de la France. Au départ, les relations sont conflictuelles car la Tunisie est accusée de soutenir le Front de libération nationale algérien.
En décembre 2022, la France annonce la normalisation de la délivrance de visas. Elle avait restreint leur octroi en provenance de Tunisie, du Maroc et de l'Algérie pour inciter ces pays à lutter davantage contre l'immigration illégale.
En octobre 2023, une manifestation devant l'ambassade de France à Tunis dénonce la visite du président français Emmanuel Macron en Israël, accuse Paris de soutenir Israël dans sa guerre contre la bande de Gaza et exige l'expulsion de l'ambassadrice Anne Gueguen.

## Relations contemporaines

### Sur le plan économique
La France est le premier investisseur étranger en Tunisie et le premier partenaire commercial de la Tunisie. La France est également le premier pourvoyeur d'aide bilatérale publique au développement en Tunisie.

### Sur le plan culturel et universitaire
La Tunisie est membre à part entière de l'Organisation internationale de la francophonie. 
La Tunisie compte treize établissements scolaires français. 
30 000 Français résident en Tunisie et 700 000 Tunisiens résident en France ; 570 000 Français visitent la Tunisie chaque année. 

### Sur le plan géopolitique
La Tunisie et la France sont membres de l'Union pour la Méditerranée. 